# Patrick Saint-Paul
 (février 2025).
La mise en forme du texte ne suit pas les recommandations de Wikipédia : il faut le « wikifier ».
Les points d'amélioration suivants sont les cas les plus fréquents :
- Les titres sont pré-formatés par le logiciel. Ils ne sont ni en capitales, ni en gras.
- Le texte ne doit pas être écrit en capitales (les noms de famille non plus), ni en gras, ni en italique, ni en « petit »…
- Le gras n'est utilisé que pour surligner le titre de l'article dans l'introduction, une seule fois.
- L'italique est rarement utilisé : mots en langue étrangère, titres d'œuvres, noms de bateaux, etc.
- Les citations ne sont pas en italique mais en corps de texte normal. Elles sont entourées par des guillemets français : « et ».
- Les listes à puces sont à éviter, des paragraphes rédigés étant largement préférés. Les tableaux sont à réserver à la présentation de données structurées (résultats, etc.).
- Les appels de note de bas de page (petits chiffres en exposant, introduits par l'outil «  Source ») sont à placer entre la fin de phrase et le point final[comme ça].
- Les liens internes (vers d'autres articles de Wikipédia) sont à choisir avec parcimonie. Créez des liens vers des articles approfondissant le sujet. Les termes génériques sans rapport avec le sujet sont à éviter, ainsi que les répétitions de liens vers un même terme.
- Les liens externes sont à placer uniquement dans une section « Liens externes », à la fin de l'article. Ces liens sont à choisir avec parcimonie suivant les règles définies. Si un lien sert de source à l'article, son insertion dans le texte est à faire par les notes de bas de page.
- La présentation des références doit suivre les conventions bibliographiques. Il est recommandé d'utiliser les modèles {{Ouvrage}}, {{Chapitre}}, {{Article}}, {{Lien web}} et/ou {{Bibliographie}}. Le mode d'édition visuel peut mettre en forme automatiquement les références.
- Insérer une infobox (cadre d'informations à droite) n'est pas obligatoire pour parachever la mise en page.

Pour une aide détaillée, merci de consulter Aide:Wikification.
Si vous pensez que ces points ont été résolus, vous pouvez retirer ce bandeau et améliorer la mise en forme d'un autre article.
Pour les articles homonymes, voir Saint-Paul.
Patrick Saint-Paul, né en 1970 à Bonn, est reporter au service étranger du Figaro depuis 1995.

## Biographie
Il a couvert la plupart des conflits contemporains, notamment les guerres au Liberia et au Sierra Leone, où il a été kidnappé, par les rebelles du RUF, le Kosovo en 2001, l'invasion de l'Irak en 2003, la guerre d'Israël contre le Hezbollah de l'été 2006, l’Afghanistan, et la guerre en Ukraine.
Il a été correspondant pour le Figaro à Jérusalem (2003-2008), à Berlin (2008-2013) et à Pékin (2013-2016).
Depuis septembre 2016, il est rédacteur en chef du service international du Figaro et éditorialiste.
Il est le fils du journaliste Gérard Saint-Paul et le frère du journaliste Manuel Saint-Paul.

## Récompenses
Il est lauréat du prix Bayeux/Jean Marin des Correspondants de guerre en 2000 pour une série de reportages au Sierra Leone.
Il est lauréat du prix Varenne en 2016 pour son reportage Le pêcheur de morts réalisé en Chine.

## Publications
- Le peuple des rats. Dans les sous-sols interdits de la Chine Editions Grasset, 2016, 272p[7],[8],[9].